# 伊布拉河
50°49′57.65″N 9°34′8.9″E / 50.8326806°N 9.569139°E
伊布拉河（德語：Ibra），是德國的河流，位於該國中部，由黑森州負責管轄，屬於奧拉河的支流，河道全長9.7公里，流域面積28.1平方公里，河口處在基希海姆。